# نوتان
نوتان (انگلیسی: Nutan; ۴ ژوئن ۱۹۳۶ – ۲۱ فوریه ۱۹۹۱) هنرپیشه اهل هند بود که بین سال‌های ۱۹۵۰ تا ۱۹۹۱ میلادی در سینمای بالیوود فعالیت داشت. او به‌عنوان یکی از برجسته‌ترین بازیگران تاریخ سینمای هند شناخته می‌شود و به خاطر بازی طبیعی‌اش در نقش زنانی با کشمکش‌های درونی، که اغلب غیرمتعارف تلقی می‌شدند، شهرت داشت. در طول چهار دهه فعالیت هنری، در بیش از ۸۰ فیلم با ژانرهایی از عاشقانه‌های شهری تا درام‌های اجتماعی-واقع‌گرا حضور یافت. نوتن شش جایزه فیلم‌فیر دریافت کرد که شامل رکورد پنج جایزه جایزه فیلم‌فیر بهترین بازیگر زن بود.

## فیلم‌شناسی
فهرست برخی از فیلم‌هایی که نوتان در آن‌ها به ایفای نقش پرداخته است:
- میلان
- نام
- سوجاتا
- قانون از ماست
- حفاظت
- مجرم
- ساده‌لوح
- در مقابل خانه شما
- جنگ
- جنگ من
- کارما
- بندینی
- عاطفه
- من ریحان دارم تو حیاط داری
- گورو
- کانهایا
- چالیا
- این فقط قلب است
- صورت و سیرت
- دل دوباره به یاد آورد
- عروس برای یک شب
- پول این پول
- حد
- بارش
- خاندان
- پرداخت مهمان
- الهه